# 南方村 (広島県豊田郡)
南方村（みなみがたむら）は、広島県豊田郡にあった村。現在の三原市、竹原市の一部にあたる。

## 地理
- 河川：尾原川[1]

## 歴史
- 1889年（明治22年）4月1日、町村制の施行により、豊田郡南方村が単独で村制施行し、南方村が発足[1][2]。
- 1954年（昭和29年）
  - 3月31日、字小梨の一部を賀茂郡竹原町に編入[1][2]。
  - 11月3日、豊田郡本郷町、船木村、北方村と合併し、本郷町が存続して廃止された[1][2]。

### 地名の由来
沼田本荘梨子羽郷が鎌倉期に下地中分された南半分であるため。

## 産業
- 農業、林業[1]